# 尾関一郎
尾関 一郎 (おぜき いちろう、1961年3月1日 - ) は、日本の実業家。セコム株式会社代表取締役社長、セコム損害保険株式会社代表取締役会長。セコム株式会社創業者飯田亮の娘婿。

## 人物・経歴
東京都出身。1983年学習院大学経済学部卒業、住友銀行入行。1992年東京製鐵入社。2001年セコム損害保険顧問。同年セコム損害保険営業企画部長。2001年セコム損害保険取締役。2004年セコム損害保険常務取締役。2008年セコム損害保険取締役副社長。2010年セコム損害保険代表取締役社長。2015年セコム執行役員。2016年セコム取締役、セコム損害保険取締役会長。2017年セコム常務取締役、セコム損害保険代表取締役会長。2019年からセコム代表取締役社長。2024年からセコム顧問。